# Chełmek (stad)
Chełmek is een stad in het Poolse woiwodschap Klein-Polen, gelegen in de powiat Oświęcimski. De oppervlakte bedraagt 8,31 km², het inwonertal 9115 (2005).

## Verkeer en vervoer
- Station Chełmek